# Magnus Børresen
Magnus Børresen (Oslo, 18 de setembre de 1988) és un ciclista noruec, professional des del 2012 fins al 2016.

## Palmarès
- 2010
  -  Campió de Noruega en ruta sub-23
- 2013
  - Vencedor d'una etapa a la Roserittet